# Thilo Dahlmann
Thilo Dahlmann (* 1975 in Zell (Mosel)) ist ein deutscher Opern- und Konzertsänger (Bassbariton) und Hochschullehrer.

## Leben
Aufgewachsen im Hunsrück, studierte er zunächst Jura, Geschichte, Politikwissenschaften, Romanistik und Musikwissenschaften an der Universität Bonn.
Im Anschluss daran studierte er an der Essener Folkwang-Hochschule Gesang bei Ulf Bästlein, Berthold Schmid, Guido Baehr und Wolfgang Millgramm. Im Jahre 2007 legte er sein Konzertexamen mit Auszeichnung ab.
In der Spielzeit 2006/2007 war er Mitglied des Internationalen Opernstudios des Zürcher Opernhauses. Wichtige Impulse erhielt er durch den Bariton Roland Hermann.
Meisterkurse bei Charles Spencer, Michael Volle und Rudolf Piernay vervollständigten ebenso seinen künstlerischen Werdegang, wie die Zusammenarbeit mit Carol Meyer-Bruetting.
Thilo Dahlmann gewann im Jahr 2004 den ersten Preis beim Landesgesangswettbewerb Nordrhein-Westfalen.

## Konzert
Das Repertoire des Bassbaritons erstreckt sich von frühbarocker Vokalmusik bis zu zahlreichen Uraufführungen. Der Schwerpunkt seines Repertoires liegt bei den Werken von Bach, Händel, den großen romantisch Oratorienpartien bis hin zu Brittens War Requiem.
Er sang unter anderem in Konzerthäusern wie der Kölner und Essener Philharmonie, der Tonhalle Zürich, dem Concertgebouw Amsterdam und dem Festspielhaus Baden-Baden.
Er war Gast bei der Folle Journée in Nantes, Bilbao und Tokio, den Händelfestspielen Halle, den Gluck-Festspielen Nürnberg, dem Leipziger Bachfest, beim Schleswig-Holstein Musikfestival und den Salzburger Festspielen sowie beim Eröffnungskonzert der Elbphilharmonie Hamburg.

## CD- und Rundfunkaufnahmen
Rundfunk- und Fernsehaufnahmen ergänzen seine künstlerische Tätigkeit ebenso wie CD- und DVD-Aufnahmen. Beim Wiener Label Capriccio erschien eine Debüt-CD mit Schubert-Liedern, begleitet von Charles Spencer am Klavier.

## Hochschule
Thilo Dahlmann unterrichtete an der HfMT Köln am Standort Wuppertal und hatte eine Gastprofessur an der KunstUni Graz. Von 2018 bis 2023 war Thilo Dahlmann Professor für Gesang an der Hochschule für Musik und Darstellende Kunst Frankfurt. Im Jahr 2023 übernahm er eine Professur am Institut für Gesang der Hochschule für Musik und Darstellende Kunst Stuttgart.